# Zanzibar (grad)
Zanzibar je najveći grad Zanzibarskog otočja i glavni grad Zanzibara, dijela države Tanzanije u Istočnoj Africi. Grad se nalazi na zapadnoj obali Unguje (koja se naziva i Zanzibar), najvećeg otoka arhipelaga. Godine 2002. imao je 205.870 stanovnika, čime je bio 6. grad po brojnosti u Tanzaniji.
Zanzibar se sastoji od dva dijela koja su tradicionalno bila podijeljena potokom, a danas velikom ulicom "Creek Road":
- Stari dio, tzv. "Kameni grad" (svahili: Mji Mkongwe) je povijesno središte grada i negdašnja prijestolnica Zanzibarskog sultanata, koji je od 2000. godine upisan na UNESCO-ov popis mjesta svjetske baštine u Africi zbog svoje povijesne arhitekture i jedinstvene kulture.
- Ng'ambo (svahili za "Druga strana") je noviji i mnogo veći dio grada koji je nastao nakon Zanzibarske revolucije 1964. god., i uglavnom ga čine stambene i poslovne zgrade kao npr. četvrt Michenzani.[2]

Grad je upravno podijeljen na 40 okruga.

## Povijest
Grad Zanzibar se nalazi na zapadnom dijelu otoka Unguja i nekada je bio seosko selo i luka pod upravom Omana. Tu su nastale prve kamene građevine oko 1830. god., a Sultan Said bin Sultan je 1840. godine premjestio svoju prijestolnicu iz Muscata u Kameni grad Zanzibara. Nakon borbe za prijestolje, Zanzibar i Oman su se podijelili 1861. godine i Zanzibar je postao prijestolnicom Zanzibarskog sultanata. To prosperitivno središte trgovinom začinima, ali i robovima, je u 19. stoljeću imalo dobre odnose s Britancima, ali i Omanom, Perzijom i Indijom.
Zanzibar je ostao glavnim gradom Zanzibara tijekom kolonijalnog razdoblja pod britanskom upravom (od 1890.), ali su ga prestigli Mombasa i Dar es Salaam. 
Zanzibarskom revolucijom 1964. god. uklonjen je sultan, a socijalistička vlada Afro-širazi stranke (ASP) je protjerala neke arapske i indijske stanovnike s otoka. Kad su se Tanganjika i Zanzibar ujedinili u Republiku Tanzaniju, Zanzibar je zadržao poluneovisnost s lokalnom vladom koja stoluje upravo u Kamenom gradu.

## Znamenitosti
Kameni grad Zanzibara je važno povijesno i kulturno središte Istočne Afrike zbog svoje arhitekture iz 19. stoljeća koja predstavlja različite utjecaje, od autohtone obalne svahili kulture, do mješavine maurske, arapske, perzijske, indijske i europskih umjentosti. 
Kameni grad se odlikuje labirintom ulica s kućama, trgovinama, bazarima i džamijama, koje su većinom preuske za automobilski promet. Kuće na rivi su veće i pravilnijih oblika, a ime mu potječe od uporabe crvenkastog koraljnog kamena za gradnju. Tradicionalne kuće imaju dugu crvenkastu klupu uz vanjsko pročelje (baraza) koje su sužilile kao nogostup za vrijeme kišne sezone, ali kao mjesto odmora i druženja. Također, kuće imaju verande odvojene od dvorišta drvenim balustradama, a najznamenitija su njihova raskono izrezbarena drvena vrata
 i to u dva stila, indijski s polukružnim vrhom i kvadratična omanskog stila. Njihovi bareljefi su obično islamski motivi, ali se mogu naći i indijski lotusi koji simboliziraju bogatstvo. No. 80% od 1709 starih kuća su u lošem stanju zbog propadanja poroznog koraljnog kamena
Od povijesnih građevina tu su:
- Kuća čudesa (Beit-al-Ajaib) na obali, iz 1883. god., je najpoznatija Zanzibarska kuća i bila je sjedištem stranke ASP tijekom revolucije, a daans je dio Svahili muzeja.
- Stara utvrda (Ngome Kongwe) iz 17. st. se nadovezuje na Kuću čudesa i bila je omanskom utvrdom kvadratičnog oblika, a danas je kulturni centar s trgovinama, radionicama i malenom arenom sa svakodnevnim plesnim i glazbenim predstavama.
- Stara ambulanta (Ithnashiri Dispensary) je najukrašenija zgrada u gradu s neoklasičnim štuko ukrasima, a od 1887. – 94. je služila kao bolnica za siromašne.
- Sultanova palača (Beit el-Sahel) iz 19. st. je danas muzej Zanzibara.
- Anglikanska katedrala Kristove Crkve je djelo Edwarda Steerea, trećeg biskupa Zanzibara, a nalazi se ispred najvećeg trga gdje se obavljala trgovina robovima. Danas je uz nju Muzej robovlasništva i spomenik robovima.
- Katolička katedrala sv. Josipa je djelo francuskih misionara od 1883. – 97. god. i ima dva masivna zvonika.
- Perzijsko kupatilo Hamamni je kompleks koji su izgradili arhitekti iz Širaza koncem 19. stoljeća, a zatvoren je 1920. god.

Danas su ove građevine glavna turistička atrakcija Tanzanije i gospodarstvo grada uvelike ovisi o turizmu.
- Kuća čudesa
- Atrij Kuće čudesa
- Panorama Kamenog grada s Kuće čudesa
- Stara ambulanta
- Utvrda Zanzibar
- Sultanova palača
- Anglikanska katedrala
- Crkva sv. Josipa
- Tradicionalna drvena vrata i baraza
- Omanska i indijska drvena vrata
- Michenzani četvrt novog grada

## Slavni stanovnici
Istraživač, misionar i kolonijalist, David Livingstone, je neko vrijeme živio u Zanzibaru. U Zanzibaru je rođen i Freddie Mercury, legendarni frontman grupe Queen, pravim imenom Farrokh Bulsara (rođen 1946.), čiji su roditelji porijeklom iz Irana. Njegova rodna kuća danas je jedna od glavnih turističkih znamenitosti na otoku.